# Climacteris melanurus
Climacteris melanurus е вид птица от семейство Climacteridae.

## Разпространение
Видът е разпространен в Австралия.